# Битва при Мелорії (1284)
Битва при Мелорії (італ. Battaglia della Meloria) — морська битва, що відбулася між флотами двох морських республік, Пізи та Генуї в 1284 році поруч з острівцем Мелорія, неподалік від гирла річки Арно, на якій стоїть Піза. Пізанська республіка зазнала катастрофічної поразки, пізанський флот було майже повністю знищено і більше 10 тисяч пізанців було вбито чи захоплено в полон. Поразка в битві при Мелорії поставила крапку на подальших середземноморських амбіціях Пізи і призвела до її занепаду як потужної військової і торгової морської держави.

## Передумови

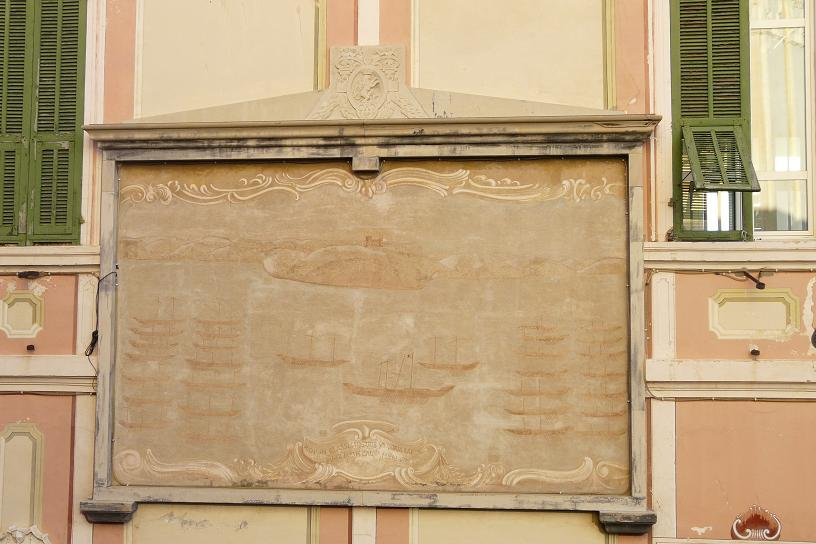
Фреска із зображенням битви при Мелорії, Діано Кастелло, Лігурія, Італія

У 1261 році, за підтримку генуезцями нікейських імператорів у боротьбі за відновлення Візантійської імперії проти Латинської імперії та Венеції, генуезці отримали від Михаїла Палеолога, імператора відновленої Візантійської імперії права безперешкодної торгівлі на всій території Візантії і монопольні права на торгівлю в Чорному морі. Хоча їм не вдалося зберегти цю монополію, генуезці скористалися нею і договорами із ханами Золотої Орди для влаштування численних колоній у Причорномор'ї і Криму, де були засновані генуезькі колонії Каффа, а згодом Содайя і Чембало, через які республіка отримала доступ до торгівлі по Шовковому шляху, маршрут якого після монгольських завоювань змістився на північ і проходив тепер від Криму до Китаю по території єдиної Монгольської імперії. Завдяки стратегічному союзу з відновленою Візантійською імперією династії Палеологів, у другій половині XIII століття Генуя знаходилась на підйомі своєї економічної та військової могутності.
У 1282 році Синучелло, суддя Сінарки на Корсиці, підняв повстання проти Генуї і попросив підтримки у Пізи. Піза спробувала використати цей привід для отримання контролю над торгівлею та адміністрацією Корсики. Генуя відреагувала швидко і у серпні 1282 року частина генуезького флоту блокувала пізанську торгівлю, перекривши гирло річки Арно. Протягом 1283 року Генуя та Піза готувалися до війни. Піза збирала солдатів з Тоскани і призначала капітанів зі своїх знатних родин. Генуя побудувала 120 галер, шістдесят з яких належали республіці, а решту було орендовано у приватних осіб. Цей флот вимагав щонайменше 15 000-17 000 веслярів і моряків.
На початку 1284 року генуезький флот намагався завоювати Порто-Торрес і Сассарі на Сардинії. Частина генуезького торгового флоту розгромила пізанську армію під час подорожі до Візантійської імперії. Генуезький флот заблокував Порто-Пізано і атакував пізанські кораблі в Середземному морі. Генуезька флотилія з тридцяти кораблів на чолі з Бенедетто Заккарією вирушили до Порто-Торес, щоб підтримати генуезькі сили, які облягали Сассарі.

## Бій

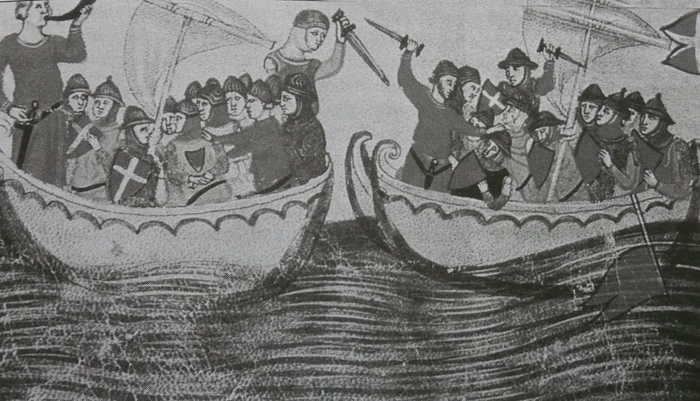
Битва при Мелорії. Ілюстрація з Нової Хроніки

Коли генуезці з'явилися біля Мелорії, пізанський флот стояв в Порто Пізано, міському порту Пізи в гирлі Арно. Екіпажи пізанського флоту складались з усієї владної еліти міста, на кораблях знаходились члени усіх відомих родин і більшість провідних офіцерів. Генуезці, бажаючи витягнути ворога на вирішальний бій, розставили свій флот у дві лінії.

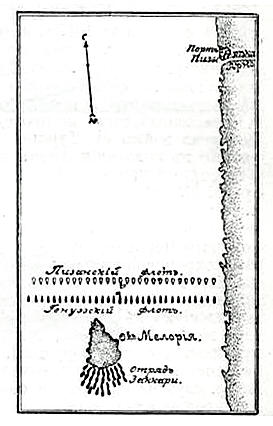
Карта-схема розташування супртивників пере битвою при Мелорії

За словами Агостіно Джустініані, перша складалася з п'ятдесяти восьми галер і восьми панфілій  —  класу легких галер східного походження, названих на честь провінції Памфілія. Оберто Доріа, генуезький адмірал і капітано-дель-пополо Генуезької республіки перебував у центрі, попереду своєї лінії. Праворуч були галери родини Спінола, серед тих чотирьох з восьми компаній, на які була поділена Генуя: Кастелло, П'яццалунга, Маканьяна і Сан-Лоренцо. Ліворуч розташовувалися галери родини Доріа та кмпаній Порта, Созілья, Порта Нуова та Іль Борго. Друга лінія з двадцяти галер під командуванням Бенедетто Дзаккарія була розміщена так далеко позаду першої, що пізанці не могли зрозуміти, чи вона складається з військових суден чи з невеликих суден, призначених для перевезення припасів. Це було досить близько, щоб вдарити і вирішити бій, коли почалася акція.
Пізанці, якими командували подеста Морозині та його лейтенанти граф Уголіно дела Герардеска та Андреотто Сарацено, вийшли єдиним строєм. Коли пізанський архієпископ благословляв флот, з його скіпетра впав срібний хрест, але прикмета була зневажена через нешанобливість пізанців, які заявили, що, якщо у них є вітер, вони можуть обійтися без Божої допомоги. Пізанський флот просувався в один ряд, щоб зустріти першу лінію генуезців, воюючи за середньовічним звичаєм тарану та абордажу. Перемогу вирішила для Генуї ескадра Дзаккарія, яка напала на пізанський фланг. Їхній флот був майже знищений, 7 пізанських кораблів було потоплено та 28 захопленно в полон. Разом з кораблями, в полон було захоплено 11 тис. пізанців, серед них представники найвидатніших пізанських родів на чолі з подестою міста Моррозіні. Графу Уголіно вдалось втікти з місця битви з кількома суднами. Його вчинок був оцінений як зрада (в джерелах починаючи з XVI ст.), так як скориставшись ослабленням рідного міста внаслідок розгромної поразки, він врешті спромігся повернутись і захопити в ньому владу.

## Наслідки

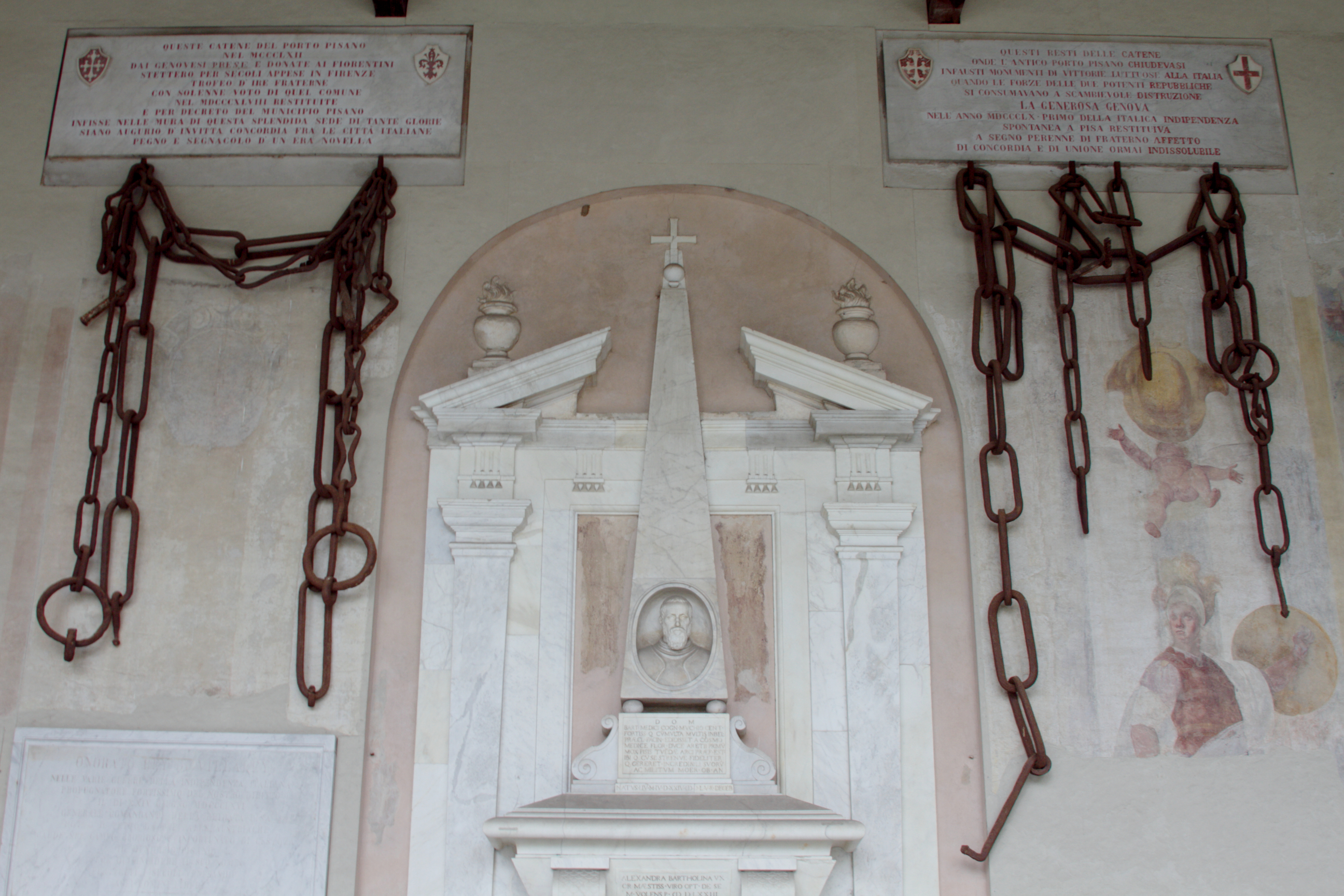
Ланцюги з Порто-Пізано, захоплені Генуєю в якості трофеїв (повернені до Пізи в 1860 році)

Одночасно з генуезцями, на Пізу також напали Флоренція та Лукка, і вона вже ніколи не змогла оговтатися від катастрофічної поразки при Мелорії. Після неї Піза відмовилася від усіх претензій на Корсику, і згодом в 1299 році передала Генуї також свою частину Сардинії.
В серпні 1290 року Флоренція разом із Генуєю захопили Порто Пізано, який забезпечував вихід міста до моря, зруйнували його башти і засипали камінням його гавань, щоб зробити її непридатною для плавання кораблів. Піза втратила свою роль великої середземноморської військово-морської сили та регіональної сили Тоскани, будучи затьмареною і остаточно завойована Флоренцією в 1406 році. Граф Уголіно незабаром захопив владу у місті, а після повалення, його разом з синами та онуками було замкнено у міській башті і заморено голодом. Ця подія згадується в 33-й пісні Данте Божественна комедія. Одним із відомих полонених у битві був Рустікелло з Пізи, який під час перебування у генуезькому полоні зустрів венеційця Марко Поло і записав його оповідь про подорожі на схід — «Книгу чудес світу».